# Graham Rix
Graham Cyril Rix (ur. 23 października 1957 w Doncaster) – angielski piłkarz występujący na pozycji pomocnika oraz trener.
W karierze piłkarskiej między innymi był uczestnikiem na Mistrzostwach Świata w 1982 roku. Grał w takich zespołach jak: Arsenal, Brentford, SM Caen, Le Havre AC oraz Dundee. Jako trener juniorów Chelsea F.C., zagrał w jej pierwszej drużynie w meczu Premier League z Arsenalem (maj 1995).
Natomiast podczas kariery trenerskiej był trenerem Chelsea, Portsmouth, Oxford United i Heart of Midlothian.
Trenerem Hearts był od 8 listopada 2005 do 22 marca 2006. Zastąpił na tym stanowisku George’a Burleya. Jego następcą był Valdas Ivanauskas.